# Paradoxostoma evansheadense
Paradoxostoma evansheadense is een mosselkreeftjessoort uit de familie van de Paradoxostomatidae. De wetenschappelijke naam van de soort is voor het eerst geldig gepubliceerd in 1984 door McKenzie.